# Marcelino de la Parra
Marcelino de la Parra Casas (La Robla, provincia de León, 1911-León, 1948), alias “Parra”, fue uno de los guerrilleros leoneses más destacados en la lucha armada antifranquista, siendo uno de los impulsores de la primera organización guerrillera de España, la Federación de Guerrillas de León-Galicia, en la que siempre estuvo como miembro directivo, secretario, legislador y hasta contable. Actuó principalmente en la provincia de León.

## Biografía

### Nacimiento y comienzo en la guerrilla
Marcelino de la Parra, nació en La Robla (León) -para otros en las Ventas de Nava (León)- en 1911. Cerrajero de profesión, se afilió muy joven al sindicato anarquista CNT. Tras el golpe de Estado del 18 de julio de 1936 se unió a sus camaradas en el Frente Norte de Asturias. Allí se hace amigo del jornalero ugetista Manuel Girón Bazán, posteriormente principal mito guerrillero del noroeste. De Marcelino de la Parra se decía que «era un mecánico extraordinario, capaz de convertir una pistola normal en una ametralladora».
Tras la derrota republicana y caída del Frente Norte en octubre de 1937, huye con Girón y otros derrotados desde Asturias a La Cabrera en León. Inicialmente se sitúan en Corporales (León), pasando después a asentarse en Pombriego -pueblos ambos de La Cabrera-, haciendo vida normal en el pueblo, arropados por la mayoría de los vecinos.
El 14 de enero de 1938 comienzan los llamados «golpes económicos» que el régimen siempre llamó asaltos de bandoleros. El estreno fue en La Baña, donde consiguieron, sin un disparo, 8.500 pesetas y alhajas de un cantinero. Después dieron varios golpes sonados en Mercado del Puente y Galende -en la zona de Sanabria-, con varios muertos.
En septiembre de 1942 se produjo el atraco al autobús de la línea Truchas-La Bañeza(León), en el kilómetro 12, a la altura del término de Morla. El autobús fue detenido por doce guerrilleros, pero ignoraban la presencia en el vehículo de una pareja de la Guardia Civil. Lo que empezó como un atraco al recaudador de impuestos que viajaba en el autobús, acabó en un tiroteo con cinco ocupantes del autobús muertos -entre ellos los dos guardias civiles- y cinco heridos.
En junio de 1945 se produce la llamada ‘Caída de Columbrianos’, el golpe más duro a la guerrilla dado por la Guardia Civil, que supuso el hundimiento de una red de enlaces, apoyos e informadores civiles que sustentaba su lucha militar.

### Federación de Guerrillas de León-Galicia
En el mes de abril de 1942 se reunieron en los montes de Ferradillo, próximos a Ponferrada (León) guerrilleros leoneses, asturianos y gallegos, que representaban todas las tendencias del antifranquismo. Nació así la primera Federación de Guerrillas de España, convencida de continuar la guerra contra Franco. Se eligió un Comité Director, presidido por Marcelino Fernández Villanueva (alias Gafas), jefe de Estado Mayor y máximo dirigente, y como asesores fueron nombrados Marcelino de la Parra, Mario Morán García y César Ríos Rodríguez. Se dotan de mando y organización. Comienzan a editar "El Guerrillero", periódico a multicopista que reparten entre la población, en el que Parra firma como ‘El emboscado’. Crean las ‘Milicias del Llano’ o Servicio de Información Republicano (SIR), para tender una red de enlaces e informadores. También imponen un régimen disciplinario interno que comportaba incluso la ejecución a quien se emborrachara, se enfrentara con la población y así comprometiera la integridad de todos. Además, determinan un reparto comunitario de las armas, que pasan a ser de la Federación; y crean una contabilidad, que lleva desde el inicio Parra, que sirve para convertir el dinero de los golpes y atracos en ayuda para los compañeros imposibilitados, mujeres de guerrilleros, enlaces detenidos y para gastos de propaganda.
La importancia de Parra en la ejecutiva de la Federación se mantiene en todos los congresos que se suceden año tras año, entre acción y acción guerrillera. El VI Congreso, en enero de 1946, llamado Congreso de la Escisión, rompería la unidad de años a causa del mayor peso que había ido imponiendo el Partido Comunista de España (PCE), que abogaba por integrar la Federación en la Unión Nacional Española (con mayoría del PCE), lo que no convence a la mayoría y se produce una quiebra total. Los no comunistas celebran otro congreso pocos días después, con César Ríos y Parra al frente, que vuelven a quedar como manos derechas de El Gafas. Tratan de reorganizarse y en julio de 1946, se intenta la reunificación en el VII Congreso en Casayo. Esta reunión comenzó muy mal, con amenazas entre los asistentes. Cuando lograron ponerse de acuerdo en que Gafas, Elvira Cuadrado y Parra quedaran al frente en una única organización, dos duros ataques sorpresa consecutivos de la Guardia Civil acabaron con la vida de muchos de ellos (entre ellos el líder comunista Elvira Cuadrado) y la dispersión del resto de los asistentes. El Congreso de la Reunificación significó el fin de la unidad antifranquista y, por consiguiente, también el principio del fin de la Federación Guerrillera de León-Galicia.

### Detención
Algunos de los más significados combatientes lograron salir de España entre 1948 y 1949, por diversos conductos, pero Marcelino de la Parra Casas, cenetista, partidario de una organización guerrillera sólida y hombre de gran prestigio en la lucha antifranquista armada, no tuvo la misma fortuna. Tras meses de emboscadas policiales, atracos, muertos de ambos bandos, dispersión y pérdida constantes de apoyos, Parra opta por la salida de España ya probada por otros muchos. En una casa de confianza de Pombriego deja ropa vieja, numerosos documentos de la guerrilla y sus armas. Ha decidido salir hacia Francia a través de Tarragona, donde vivían sus hermanas. El antiguo secretario provincial de CNT en León, que residía también en Tarragona, le consigue documentos falsificados bajo el nombre de Sebastián Fernández Paniagua. Desde que llega a Tarragona se aloja en casa de una hermana. Los datos sobre su detención son confusos. Según parece esta hermana tenía un novio policía que fue quien lo delató. Según la versión oficial fue detenido el 14 de mayo de 1948 en el tren-correo Barcelona-Valencia. Según otras versiones fue detenido en Tarragona, cuando se disponía, en la oficina de Correos, a enviar una carta a sus antiguos compañeros de guerrilla comunicándoles la inminencia de su partida al extranjero.

### Consejo de Guerra y ejecución
El resto de sus días, hasta su final, no fueron fáciles para el guerrillero.  Marcelino de la Parra fue trasladado a la capital leonesa, donde sufrió varios intensos y severos interrogatorios de los que obtuvieron las autoridades valiosa información, aunque es probable que ya fuera conocida, pero que fue así ratificada, del organigrama de la Federación ya desaparecida. Durante años, muchos informes policiales sobre la guerrilla en León comenzaron con la frase «Según testimonio de Parra…».
Marcelino de la Parra fue condenado a muerte y ejecutado a garrote vil, en la prisión provincial de León (España), el 8 de noviembre de 1948. Fue enterrado en el cementerio civil de León.
Marcelino de la Parra fue el único alto responsable de la compleja organización de guerrillas contra el franquismo que acabó siendo capturado, juzgado y ejecutado. El resto fueron abandonando la idea de vencer a los vencedores del 36 y, los que no lograron huir al extranjero, en su inmensa mayoría acabaron muertos en refriegas, venganzas y trampas mortales, como la que sufrió su amigo Girón. 